# جامعة العلوم والثقافة
تقع جامعة العلوم والثقافة (بالفارسية: دانشگاه علم وفرهنگ) في طهران، إيران. تعتبر جامعة العلوم والثقافة مؤسسة بحثية وجامعة للهندسة والعلوم والفنون، توفر دراسات تأهيلية ودراسات عليا. كما تعتبر الجامعة إحدى أكبر وأعرق الجامعات غير الحكومية في إيران.

## تاريخ
تأسست جامعة العلوم والثقافة في عام 1992 كجامعة غير حكومية من قبل المركز الأكاديمي الإيراني للتعليم والثقافة والبحث بتصريح خاص من وزارة العلوم والبحوث والتكنولوجيا سمية الجامعة معهد جَهاد دانشگاه للتعليم العالي (الفرع الثاني لجامعة أمير كبير للتكنولوجيا).

## أكاديميون
تعتبر جامعة العلوم والثقافة واحدة من أكبر وأعرق الجامعات غير الحكومية في إيران. هناك 70 عضوًا من أعضاء هيئة التدريس يعملون بدوام كامل، وحوالي 300 عضو هيئة تدريس بدوام جزئي، ويبلغ عدد الطلاب حوالي 10 آلاف.
تقبل الجامعة في الدورات المحلية الطلاب الذين يجتازون امتحانات القبول الوطنية عبر 20 برنامجًا تأهيليا وستة برامج دراسات تخرج و 15 دورة فنية. تختلف قواعد القبول للدورات الدولية. تنشط جامعة العلوم والثقافة في تدريسها من خلال كلياتها في مجال تكنولوجيا الهندسة، العلوم الإنسانية والفنون.

### برامج البكالوريوس
- قانون
- هندسة البرمجيات
- الهندسة الكهربائية
- هندسة مدنية
- إحصائيات
- إدارة
- هندسة صناعية
- محاسبة
- هندسة معمارية
- تلوين
- التصوير
- الرسوميات
- النسيج والملابس
- علم النفس
- هندسة السلامة
- البيولوجيا الجزيئية والخلوية
- علم الأحياء الدقيقة
- التكنولوجيا الحيوية

### برامج الماجستير
- الهندسة المدنية - هندسة المياه والهياكل الهيدروليكية
- الهندسة المدنية - الهندسة الإنشائية
- الهندسة المدنية - هندسة الزلازل
- الهندسة المالية
- هندسة صناعية
- القانون
- ماجستير في إدارة الأعمال الاستراتيجية
- بحوث فنية
- علم النفس
- السياحة البيئية
- دراسات ثقافية
- الجغرافيا - تخطيط السياحة
- البيولوجيا الجزيئية والخلوية
- الهندسة الكهربائية - الإلكترونيات والقوى والآلات الكهربائية
- هندسة الحاسوب - هندسة البرمجيات

### برامج الدكتوراه
- الهندسة المدنية - الهندسة الإنشائية
- مادة الاحياء
- القانون
- علم النفس السريري
- إدارة السياحة

## مهمة جامعة العلوم والثقافة
نظرًا لأن جامعة العلوم والثقافة متصل بـ المركز الأكاديمي للتربية، الثقافة والبحوث، فإنها ملزمة بتطوير أنظمة تعليم علمي وعالي على المستويين الوطني والدولي، بالإضافة إلى توسيع التعليم العالي الغير الحكومي، وتدريب الطلاب نظريًا وممارسةً ضمن تخصصات ودورات مختلفة، وإدارة الموارد البشرية بما يتماشى مع الخطة الوطنية للجمهورية الإسلامية الإيرانية.
تمت الموافقة على الأهداف والبرامج التالية من قبل مجلس أمناء جامعة العلوم والثقافة.
- «لتحقيق مكانة مقبولة وفعالة ضمن نظام التعليم العالي في البلاد».
- «تعزيز نوعية وكمية الأنشطة البحثية والتعليمية بناءً على المعايير التي وضعتها وزارة التعليم العالي وبما يتماشى مع توجه البحث العلمي للمركز الأكاديمي للتربية، الثقافة والبحوث».
- «لتدريب الطلاب على الإبداع وتحسين المهارات والقدرات والمواهب العلمية، لرفع الروح المعنوية لتقدير الذات والثقة بالنفس في العلوم، وخلق الشعور بالمسؤولية بين الطلاب.»
- «تجاوز الثقافة وترسيخ القيم الإسلامية والأخلاق بين الطلاب».
- «لتصميم وبرمجة وتطوير تخصصات جديدة ومتعددة التي يحتاجها المجتمع.»
- لتوسيع وإثراء برامج الدراسات العليا.
- «لتقديم دورات موجهة للتوظيف وخلق فرص عمل.»
- «لستقطاب الطلاب المتميزين والموهوبين».
- توسيع التعاون البحثي والعلمي مع مراكز البحوث التابعة المركز الأكاديمي للتربية، الثقافة والبحوث.
- «التعاون العلمي مع الجامعات الأجنبية المرموقة.»

تتم الأنشطة البحثية في جامعة العلوم والثقافة في مراكز الأبحاث ذات الصلة والتي تتكون من معهد رويان للأبحاث، ومعهد تطوير التكنولوجيا، ومعهد الثقافة والفنون، ومعهد الدراسات الاجتماعية والعلوم الإنسانية. قسم الأبحاث في جامعة العلوم والثقافة مسؤول عن مساعدة الطلاب وأعضاء مجلس الإدارة في أجراء بحوثاتهم، وخاصة طلاب الدراسات العليا.

## روابط خارجية
- موقع جامعة العلوم والثقافة